# XHMORE-FM
XHMORE-FM es una estación de radio localizada en la ciudad de Tijuana, Baja California. Transmite en los 98.9 MHz de la banda de frecuencia modulada con 50,000 watts de potencia, propiedad de Grupo Cadena y operado por Esquina 32 bajo el nombre Party Mix.  

## Historia
XHQF-FM recibió su concesión el 8 de septiembre de 1977. Fue propiedad de Jorge Méndez Alemán, que había buscado una estación es de finales de 1960 e inicialmente había sido otorgado en los 97.7 MHz. En marzo de 1986, el control pasó a su actual concesionario.
Durante varios años anteriores a 1993, XHQF había programado un formato Top 40/CHR con la mayoría de la música en inglés y la presentación en español con el nombre de Radio Sensación. Para 1994, se convirtió en un formato de Rock en Español como "More FM", cambiando el distintivo de llamada a XHMORE-FM. Esta primera etapa como estación de Rock duró hasta 2004, cuando cambió a un sonido contemporáneo rítmico en inglés como "Blazin '98.9". Los competidores del mercado incluían 90.3 XHITZ-FM (con licencia para México) y 93.3 KHTS-FM (con licencia para los Estados Unidos). En 2009, la música se detuvo y la estación adoptó un formato de radio deportiva como ESPN Radio San Diego. El 1 de septiembre de 2010, ESPN Radio fue reemplazada por el regreso del formato de Rock en Español, en su segunda etapa; ESPN Radio migró a XEPE 1700 AM.

## MORE FM
El concepto MORE empezó en marzo de 1994 y por más de una década formó toda una generación. En septiembre de 2010 MORE FM 98.9 "Más Rock en Español" reinicia sus operaciones a través del 98.9 FM del cuadrante, manteniendo la misma tendencia de Rock en Español e inglés de los 80's y 90's , es una estación que ha dejado huella en la historia de la radio, donde miles de seguidores fieles a su perfil aclamaban por años su regreso a través de escritos, MORE FM con el estilo único que lo caracteriza no es solo una estación, sino "un estilo de vida" para los radioescuchas, única en su género y concepto.

## Formato actual de la estación
El formato de MORE FM 98.9 fue originalmente de Rock en Español desde los 80s hasta la actualidad tanto en su primera etapa (1994-2004) como en la actual (2010 en adelante). También lleva una barra de música en inglés llamada "Acceso al Pasado". Desde septiembre del 2017 tiene un segmento de música electrónica llamada " Rewire Beat Show".
A partir de diciembre del 2017 empieza a haber un cambio dentro del formato a incluir dentro de la programación habitual rock alternativo reciente en inglés que fue aumentando conforme el paso de los meses. En marzo se anuncia la llegada del legendario locutor de radio en la zona SD-TJ Michael Halloran a la estación, anteriormente había estado en una estación mexicana 91X XETRA-FM y el DJ César González como locutor. Ellos se encargarían de renovar en un concepto llamado "98/9 TJ SD" como una "border radio" en la que tanto la música como los programas serían en formato bilingüe.
Debido a esto el formato de More FM es de rock en español e inglés. Con los cambios se mantuvo la programación habitual y la inclusión de 3 horas diarias de música local generada en Baja California y California. Desde junio del 2018 se elimina (debido a la transición del nuevo formato) el eslogan "Más Rock en Español" y se renueva con uno nuevo: "Esto es Mexican Radio". Para julio de 2019 se realizan cambios en la estación, eliminando el eslogan ¨Esto es Mexican Radio¨ y solamente es conocido como More FM. En la programación habitual, se incrementa la transmisión de canciones en español y se mantienen las intervenciones pregrabadas de los locutores.
Para el 24 de febrero de 2020 reinician con programas en vivo después de 16 años (es decir desde 2004 año en que desapareció el concepto y contando el regreso en 2010) con 3 programas y manteniendo el formato de rock en español clásico y nuevo y rock alternativo en inglés reciente. Para el 2 de marzo adoptan un nuevo eslogan "Somos tu Alternativa".
El 22 de mayo de 2022, Grupo Cadena cesó las operaciones de transmisión en sus estaciones terrestres, trasladando el formato "Rock en Español" de XHMORE a Internet únicamente.
En noviembre de 2022 regresó al aire la 98.9 FM solamente con música y las identificaciones legales que pide RTC (tiempos legales) y un formato multiperfilado; actualmente se tiene información que la emisora fue adquirida por un grupo de abogados en el que suena el nombre del abogado fiscalista Adolfo Solís, pero esta información aún esta en proceso de ser dada a conocer.
En junio de 2023 XHMORE FM adoptó el nombre Adictiva Radio y es administrada por Esquina 32 Radio.

## Formatos de la emisora
Estos son los nombres de algunos de los formatos con los que se ha conocido a la estación XHMORE-FM 98.9 MHz. antes XHQF-FM 98.9 MHz.
- Stereo Cú-Cú
- Radio Sensación
- More FM emitía Rock En Español
- Blazin 98.9 emitía Hip Hop & R&B en Inglés
- ESPN Radio 800 emitía Deportes en Inglés, Transmite de Forma Simultánea con la 800 AM
- ESPN Radio 98.9 emitía deportes en inglés
- More FM emitía rock En español
- Adictiva Radio emite regional mexicano
- La Calurosa emite regional mexicano
- Party Mix emite una mezcla del género urbano y el regional mexicano